# Мензелінськ
Мензелі́нськ (тат. Минзәлә) — місто (з 1781) у Республіці Татарстан Росії. Адміністративний центр Мензелінського району. Утворює муніципальне утворення місто Мензелінськ зі статусом міського поселення як єдиний населений пункт у його складі.

## Географія
Город розташований на південному березі ріки Нижнекамського водосховища, в усті р. Мензеля, за 292 км на схід від Казані.

## Національний склад
За переписом 2010 року — росіяни — 49,3 %, татари — 46,8 %.

## Люди
- Забєльський Олександр Дмитрович (народився 1889 у Мензелінську — помер 1937 в м. Дніпропетровськ, УРСР) — радянський будівельник, репресований радянською владою, перший начальник (директор) будівництва Лисичанського хімкомбінату — «Лисхімбуд» (нині Північнодонецьке об'єднання АЗОТ, м. Сєвєродонецьк). Фактичний засновник міста Сєвєродонецьк. З грудня 1936 року до липня 1937 був директором Баглейського Коксохімзаводу в м. Дніпродзержинську (нині «Євраз — Южкокс»). Арештований у 1937 році в роки Великого терору (1937—1938), розстріляний. Реабілітований посмертно.
- Смирнова Лідія Миколаївна (1915—2007) — радянська і російська актриса театру і кіно